# Zweite Sonderaktion Krakau
Zweite Sonderaktion Krakau – kolejna po Sonderaktion Krakau akcja pacyfikacyjna elity intelektualnej Krakowa przeprowadzona 9 listopada 1939 przez niemieckie władze okupacyjne. Uwięziono wtedy 32 profesorów czterech krakowskich liceów, następnie prawników, posłów, urzędników, przedstawicieli mieszczaństwa i duchowieństwa. Łącznie aresztowano około 120 osób, których część trafiła do więzienia w Nowym Wiśniczu, a później do Auschwitz.

## Literatura
- Andrzej Chwalba: "Dzieje Krakowa. Kraków w latach 1939–1945"
- Maria Wardzyńska "Był rok 1939 Operacja niemieckiej policji bezpieczeństwa w Polsce. Intelligenzaktion" IPN Instytut Pamięci Narodowej, 2009  ISBN 978-83-7629-063-8